# Fabryka Emalia Oskara Schindlera

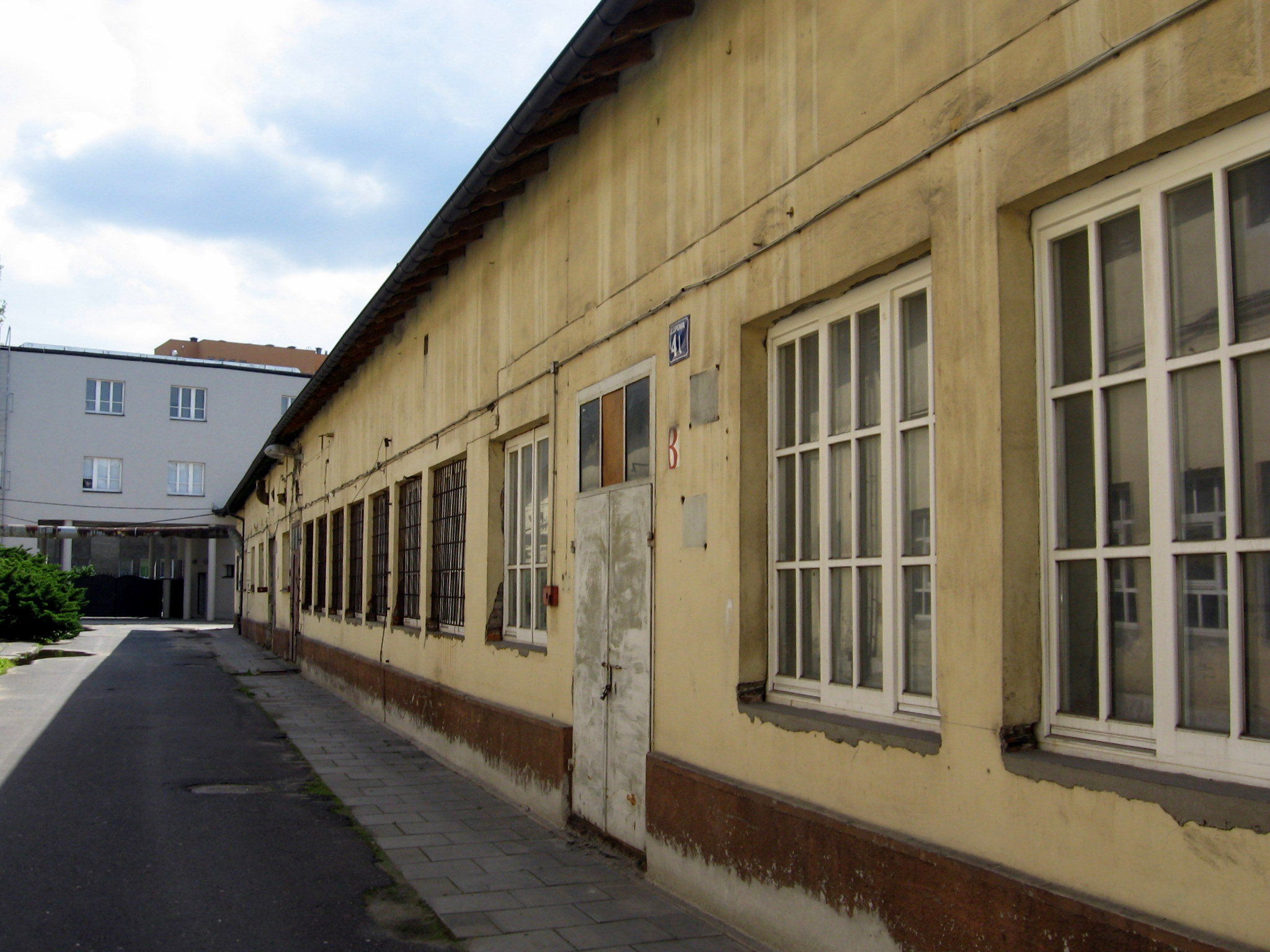
Fabryka Schindlera

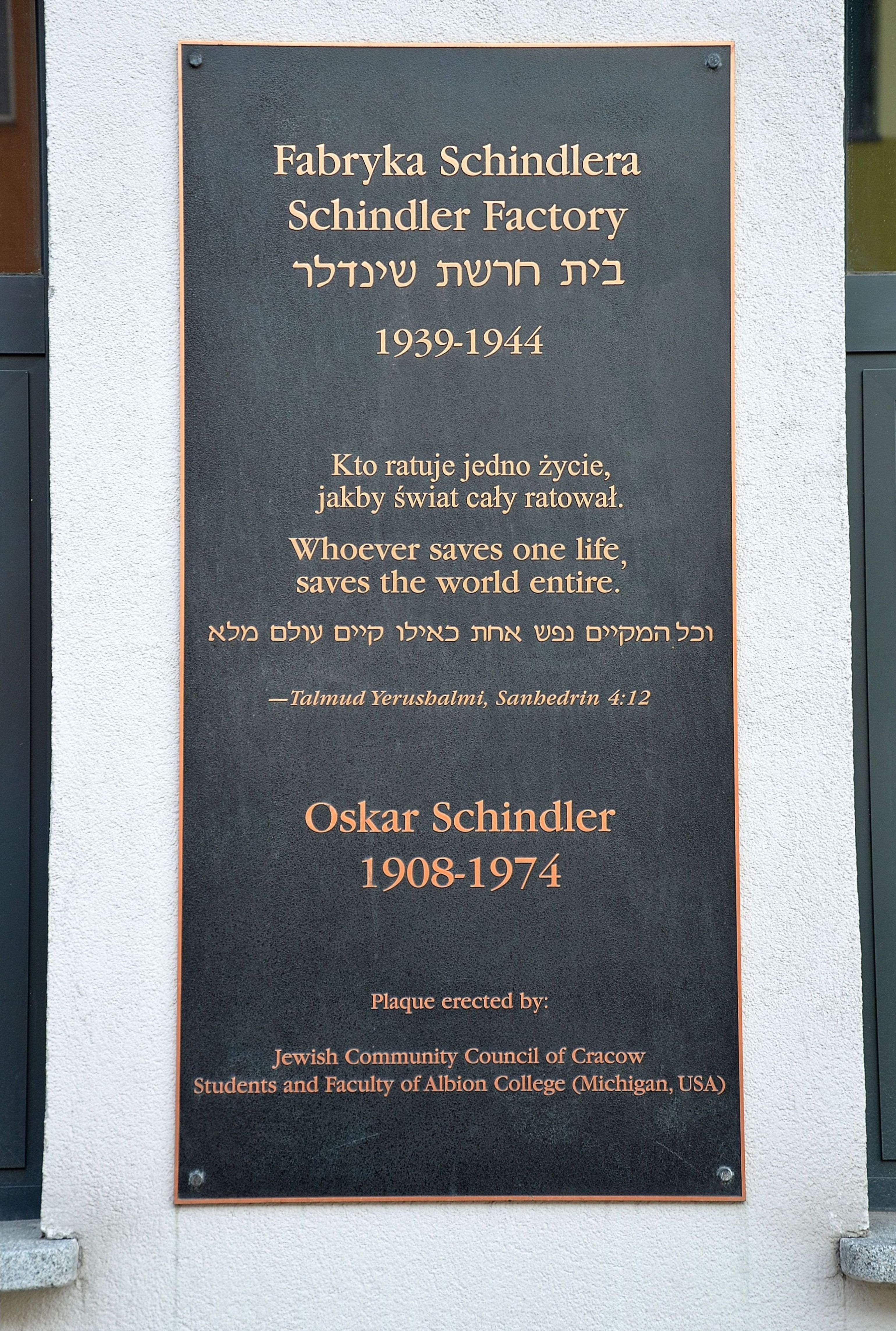
Tablica upamiętniająca Oskara Schindlera znajdująca się przy wejściu do muzeum

Fabryka Emalia Oskara Schindlera – oddział Muzeum Historycznego Miasta Krakowa, dawna fabryka założona w 1937 w Krakowie, jako Fabryka Naczyń Emaliowanych i Wyrobów Blaszanych „Rekord”, której jednym z założycieli był przedsiębiorca związany wcześniej z olkuską Emalią, Wolf Luzer Glajtman. Wydzierżawiona, a potem przejęta przez niemieckiego przedsiębiorcę Oskara Schindlera w 1939, jako Niemiecka Fabryka Wyrobów Emaliowanych – Deutsche Emailwarenfabrik (DEF), prowadzona przez Schindlera do roku 1945. Fabryka znajduje się przy ulicy Lipowej 4, na krakowskim Zabłociu. Schindler zatrudniał w niej zagrożonych eksterminacją Żydów, wpisanych następnie na tzw. listę Schindlera oraz uratowanych od zagłady.
Po II wojnie światowej fabrykę przejął skarb państwa, a w 2005 miasto Kraków. Od 2007 fabryka została podzielona między dwie instytucje: Muzeum Historyczne Miasta Krakowa (które utworzyło tu wystawę stałą Kraków – czas okupacji 1939–1945) i Muzeum Sztuki Współczesnej.
Fabryka Schindlera jest jednym z obiektów na trasie Krakowskiego Szlaku Techniki.

## Historia
Tzw. Fabryka Schindlera powstała w Krakowie jako Fabryka Naczyń Emaliowanych i Wyrobów Blaszanych Rekord Sp. z o.o. Została założona przez Izraela Kohna, Wolfa Luzera Glajtmana i Michała Gutmana w 1937 i początkowo mieściła się przy ul. Romanowicza 9, a od stycznia 1938 roku w nowym budynku przy ulicy Lipowej 4, na krakowskim Zabłociu. W marcu 1939 roku zaprzestała produkcji, a w czerwcu tego roku została postawiona w stan upadłości.
W listopadzie 1939 r. Oskar Schindler przejął zarząd powierniczy nad znajdującą się w stanie upadłości fabryką. Na początku roku 1940 wydzierżawił znajdujące się tam budynki fabryczne, a następnie zmienił nazwę fabryki na Deutsche Emailwarenfabrik (DEF). Wkrótce po zajęciu fabryki Schindler rozpoczął jej rozbudowę, m.in. wzniesiono halę fabryczną na tokarki, tłocznie, prasy do blach i narzędziownię. W 1942 r. nadbudowano halę sztancowni, tworząc trzykondygnacyjny budynek mieszczący wzorcownię, magazyny, zaplecze socjalne i administracyjne wraz z gabinetem i mieszkaniem Schindlera.
W zakładzie produkowano naczynia emaliowane, a od roku 1943 uruchomiono także dział produkcji zbrojeniowej, gdzie wykonywano menażki dla Wehrmachtu, łuski i zapalniki do pocisków artyleryjskich oraz lotniczych.
Wśród zatrudnionych początkowo przeważali Polacy, lecz z czasem coraz większą siłę roboczą stanowili Żydzi. Kiedy w marcu 1943 r. przeprowadzono akcję likwidacji getta krakowskiego, część ocalałych Żydów została ulokowana w obozie Płaszów i tam zmuszana do nieludzkiej pracy. Dzięki staraniom Schindlera jego pracownicy umieszczeni zostali w barakach obozowych na Zabłociu, na przyległej do fabryki parceli. Liczba pracowników w 1944 wynosiła ok. 1100. Kiedy Niemcy na skutek zbliżania się frontu wschodniego przystąpili do likwidacji obozów i więzień, Schindler ewakuował swą fabrykę zbrojeniową do Brünnlitz (dziś Brněnec) w Kraju Sudetów. Aby ratować więźniów opracował, wraz ze swym księgowym Itzhakiem Sternem, słynną „Listę Schindlera”, dzięki której wykupił i przewiózł do nowej fabryki ponad 1100 osób – ocalając im tym samym życie. Więźniowie pracowali tam aż do 8 maja 1945 r., kiedy to obóz został wyzwolony.
Historia fabryki i jej właściciela została opisana w powieści Schindler’s Ark (Arka Schindlera) przez australijskiego powieściopisarza Thomasa Keneally’ego, zaś Steven Spielberg wyreżyserował na jej podstawie film fabularny Lista Schindlera (Schindler’s List), nakręcony w dużej mierze w Polsce.

## Muzeum
W 1947 roku fabryka została przejęta na rzecz skarbu państwa. Od 1948 roku była pod zarządem Zakładów Wytwórczych Podzespołów Telekomunikacyjnych Telpod. Obok hal produkcyjnych i budynków zaplecza administracyjno-technicznego za bramą wjazdową zachowana została waga pomostowa produkcji Polskiej Wytwórni Urządzeń i Sygnałów Kolejowych z lat 30. XX wieku.
W 2007 roku zdecydowano o oddaniu budynku administracyjnego byłej Fabryki Naczyń Emaliowanych i Wyrobów Blaszanych Rekord, Muzeum Historycznemu miasta Krakowa, które utworzyło przy ul. Lipowej 4 w Krakowie oddział w celu stworzenia stałej wystawy dokumentującej okres niemieckiej okupacji miasta w latach 1939–1945. Prezentowana w oddziale stała wystawa na ten temat nosi tytuł Kraków – czas okupacji 1939–1945. Intencją Muzeum jest pokazanie dziejów fabryki przy ul. Lipowej w szerszym kontekście historycznym. W 45 salach ekspozycyjnych ukazano Kraków i jego mieszkańców w okresie II wojny światowej. Ekspozycja została podzielona na kilkanaście segmentów poświęconych poszczególnym zagadnieniom tematycznym: wojna 1939 r., rola Krakowa jako ośrodka władzy Generalnego Gubernatorstwa, życie codzienne mieszkańców, los Żydów krakowskich, tajne państwo, a także dzieje ludzi pracujących w fabryce i historia samego Oskara Schindlera. Eksponaty muzealne zostały uzupełnione bogatą dokumentacją fotograficzną i archiwalną, pochodzącą ze zbiorów polskich i zagranicznych. Oddział został uroczyście otwarty 10 czerwca 2010.
Na terenie fabryki Schindlera powstało także Muzeum Sztuki Współczesnej.

## Galeria

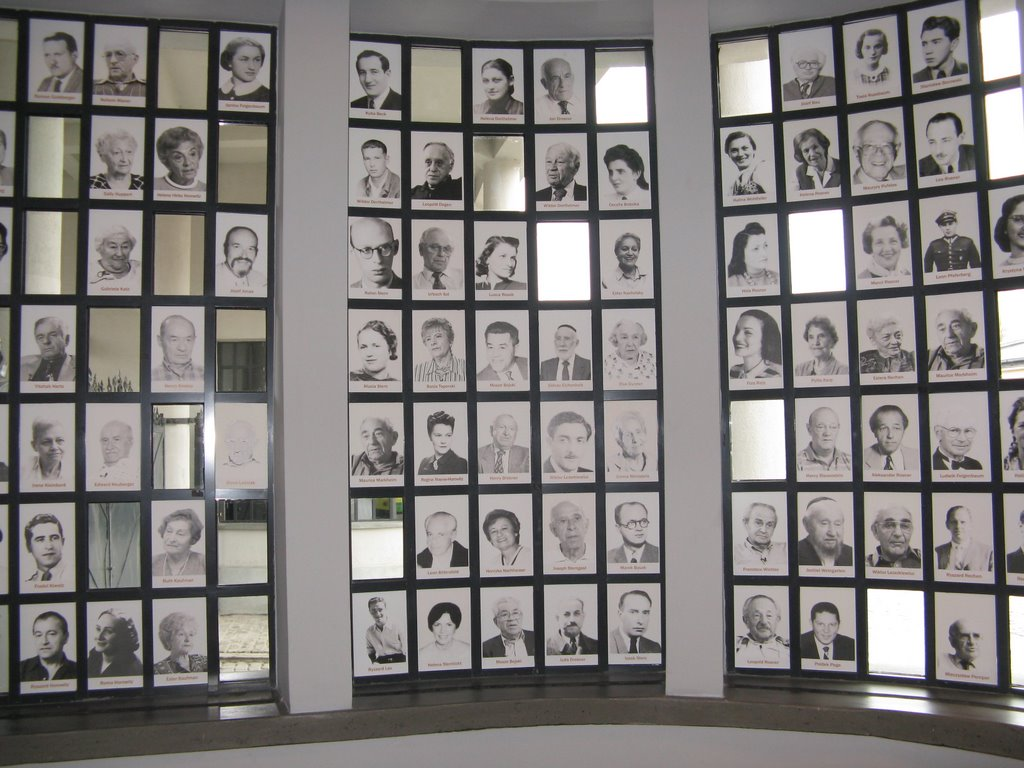
Fotografie ocalałych
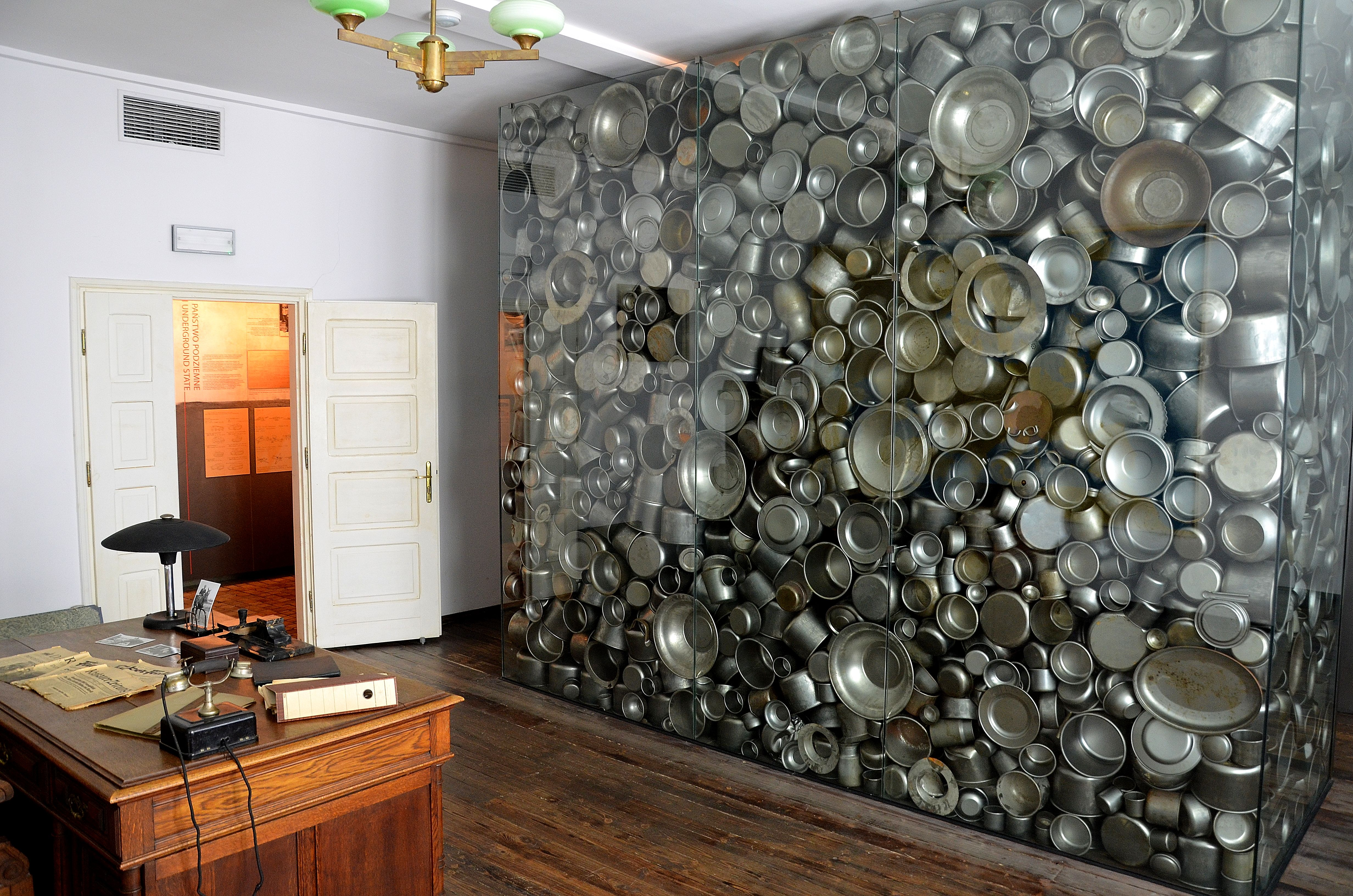
Biurko Oskara Schindlera z fragmentem instalacji zawierającej listę uratowanych przez niego Żydów
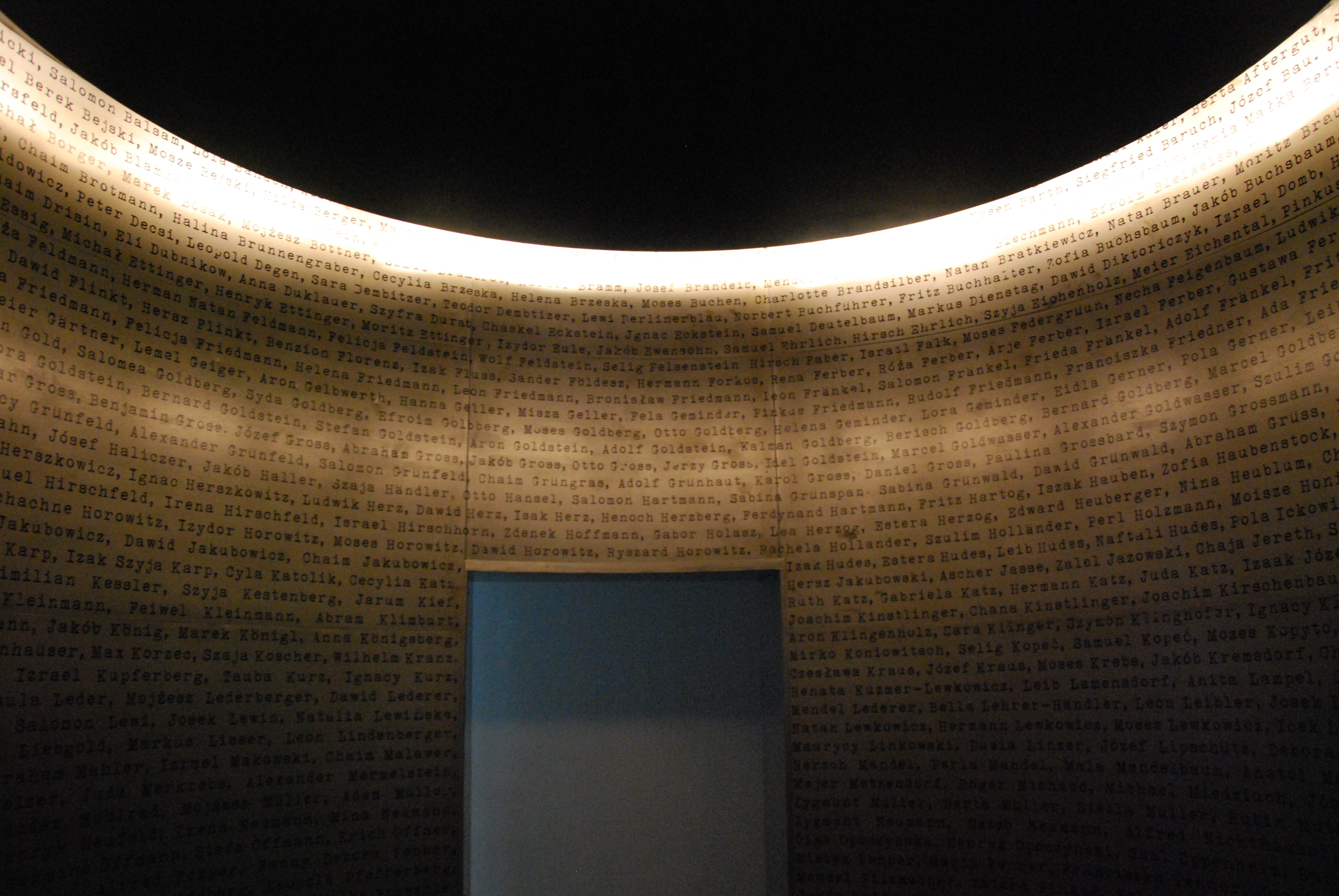
Wnętrze instalacji z Listą Schindlera
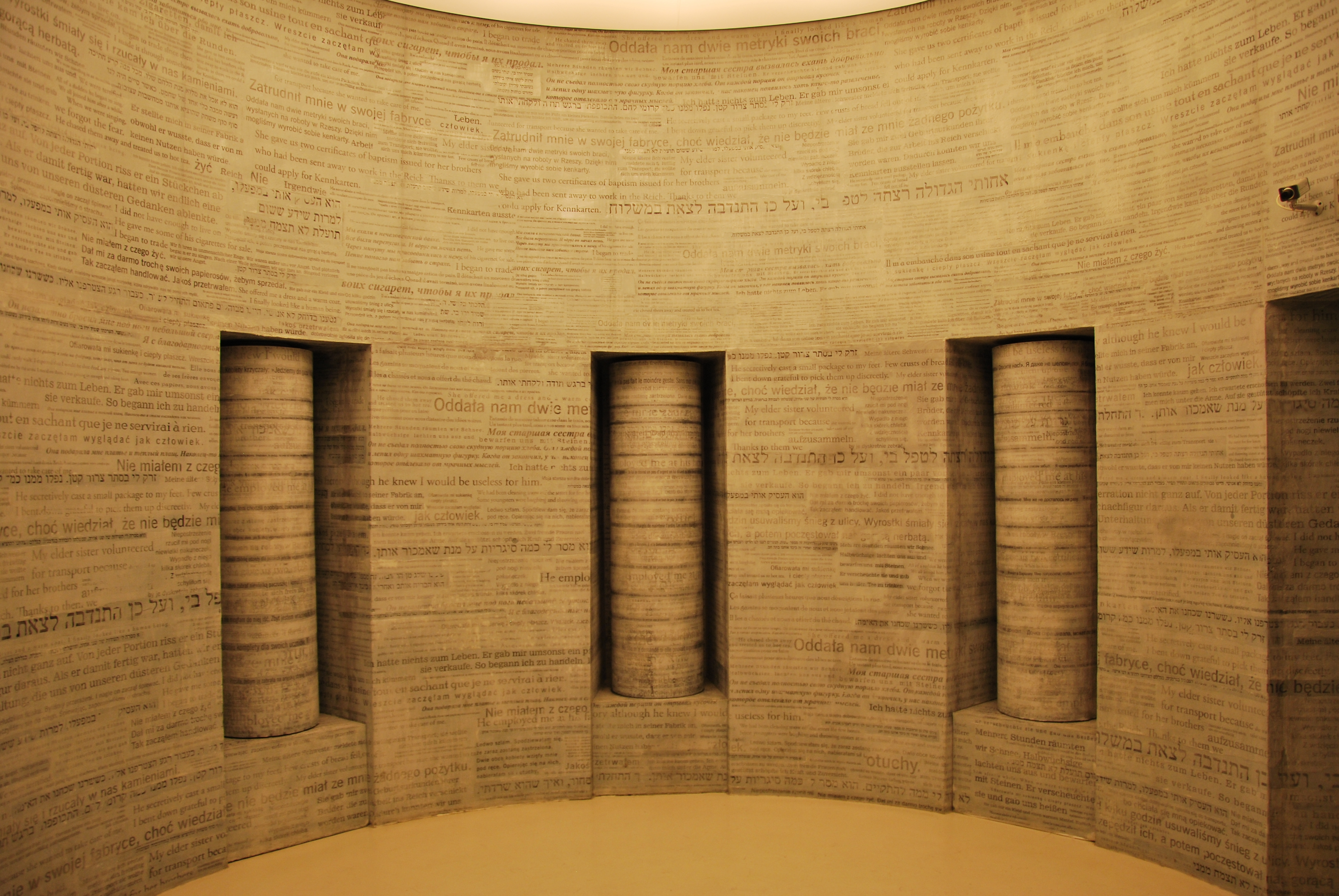
Instalacja upamiętniająca zagładę krakowskiego getta
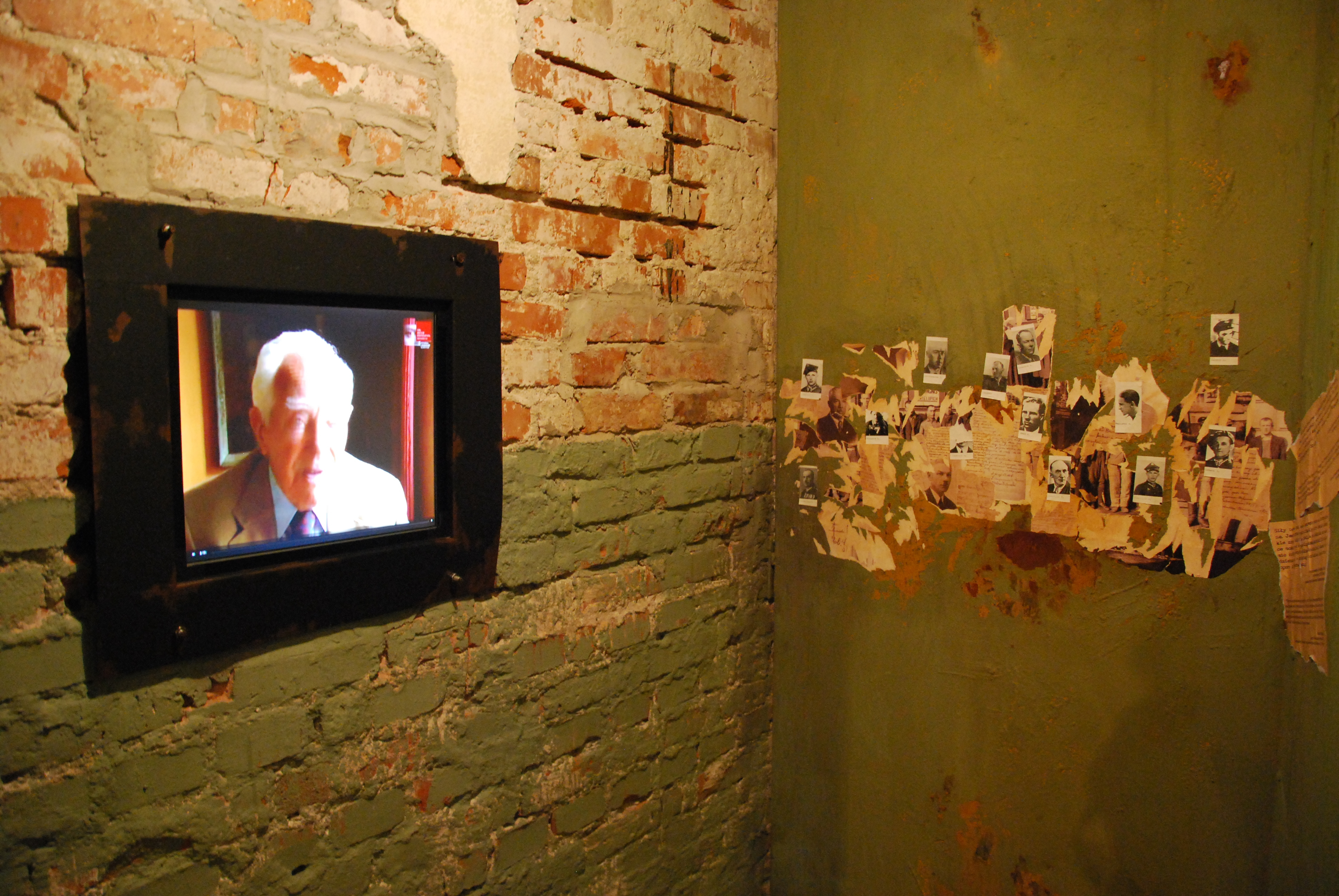
Ekran interaktywny
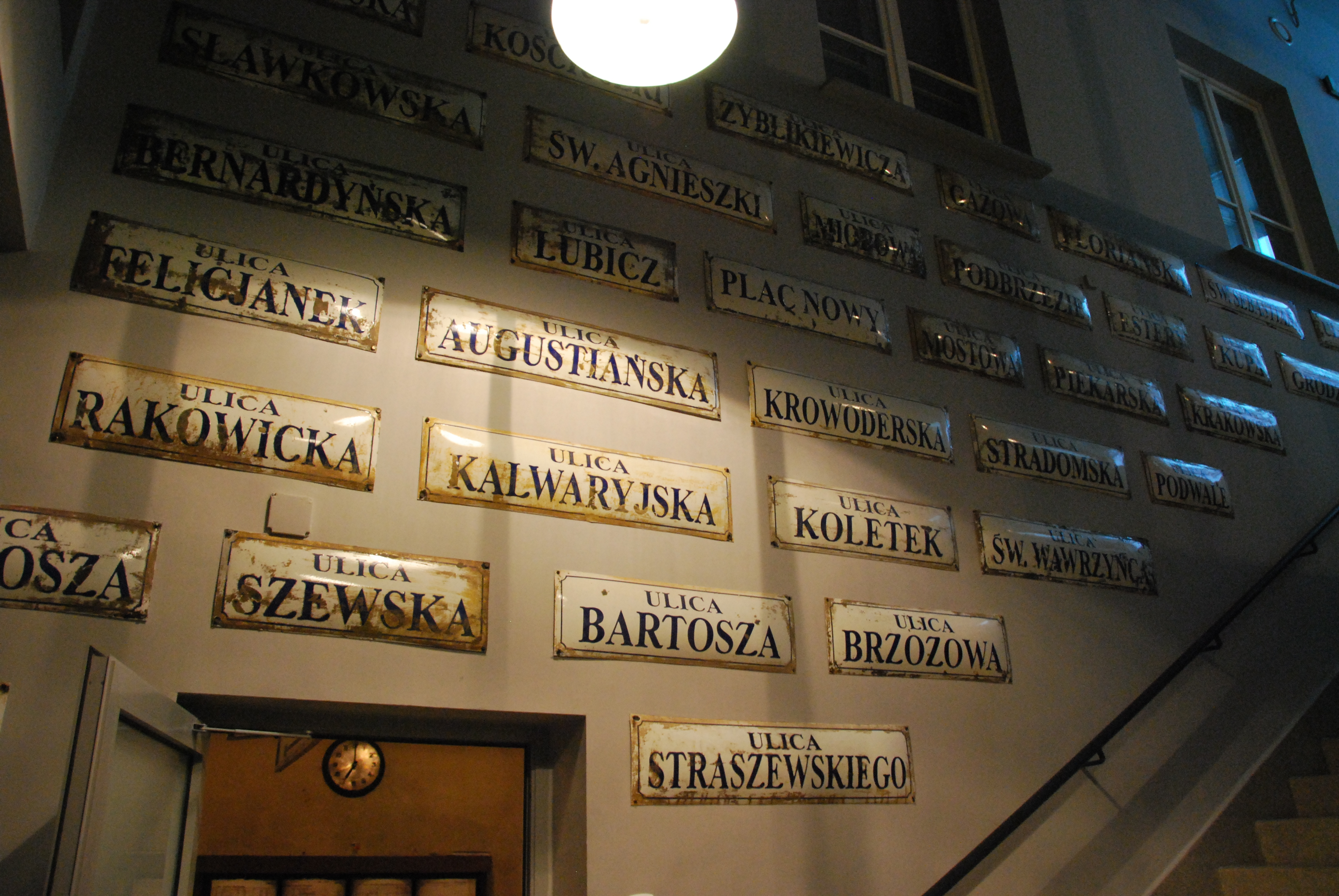
Przedwojenne tablice z nazwami ulic
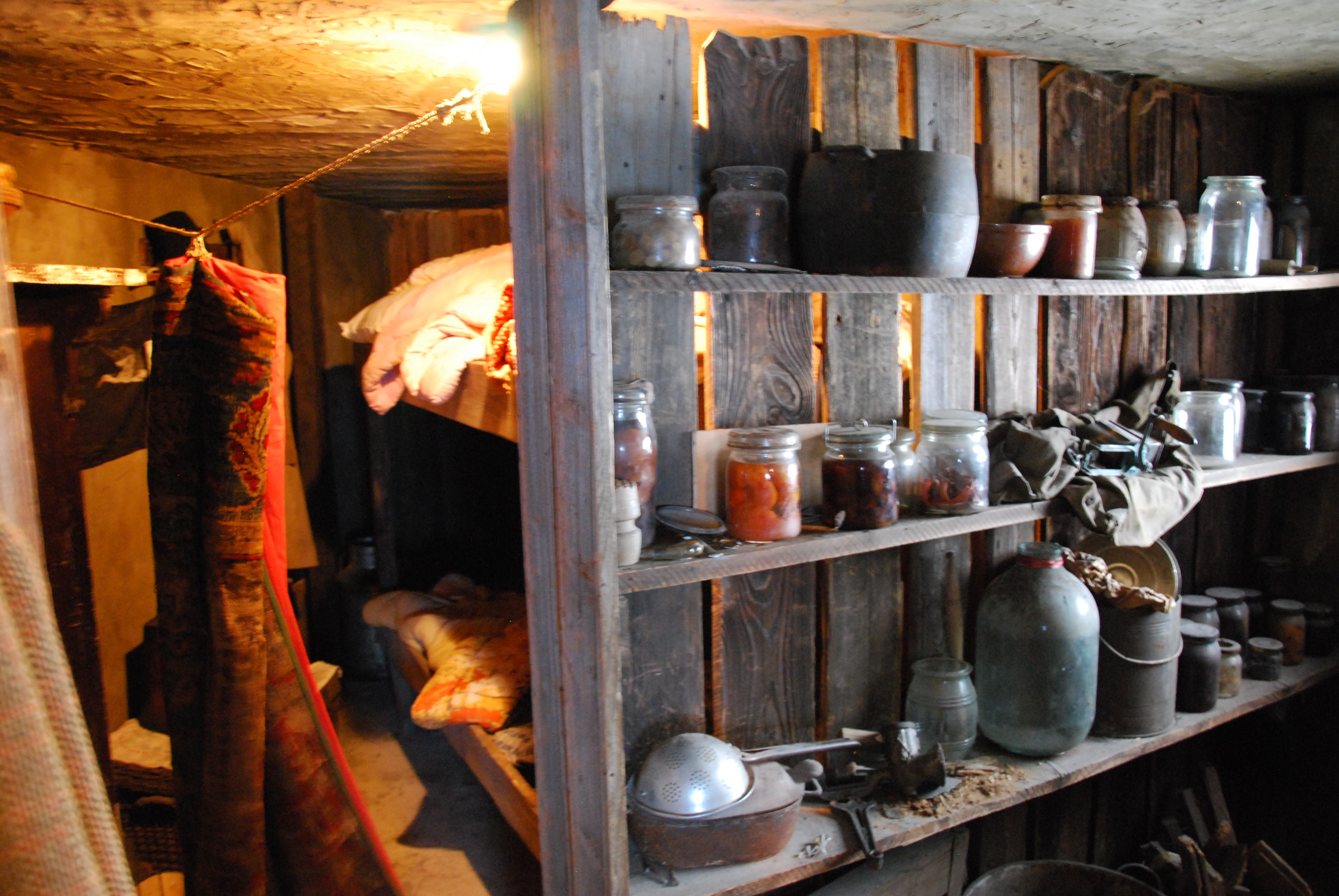
Rekonstrukcja piwnicy, gdzie przechowywano Żydów
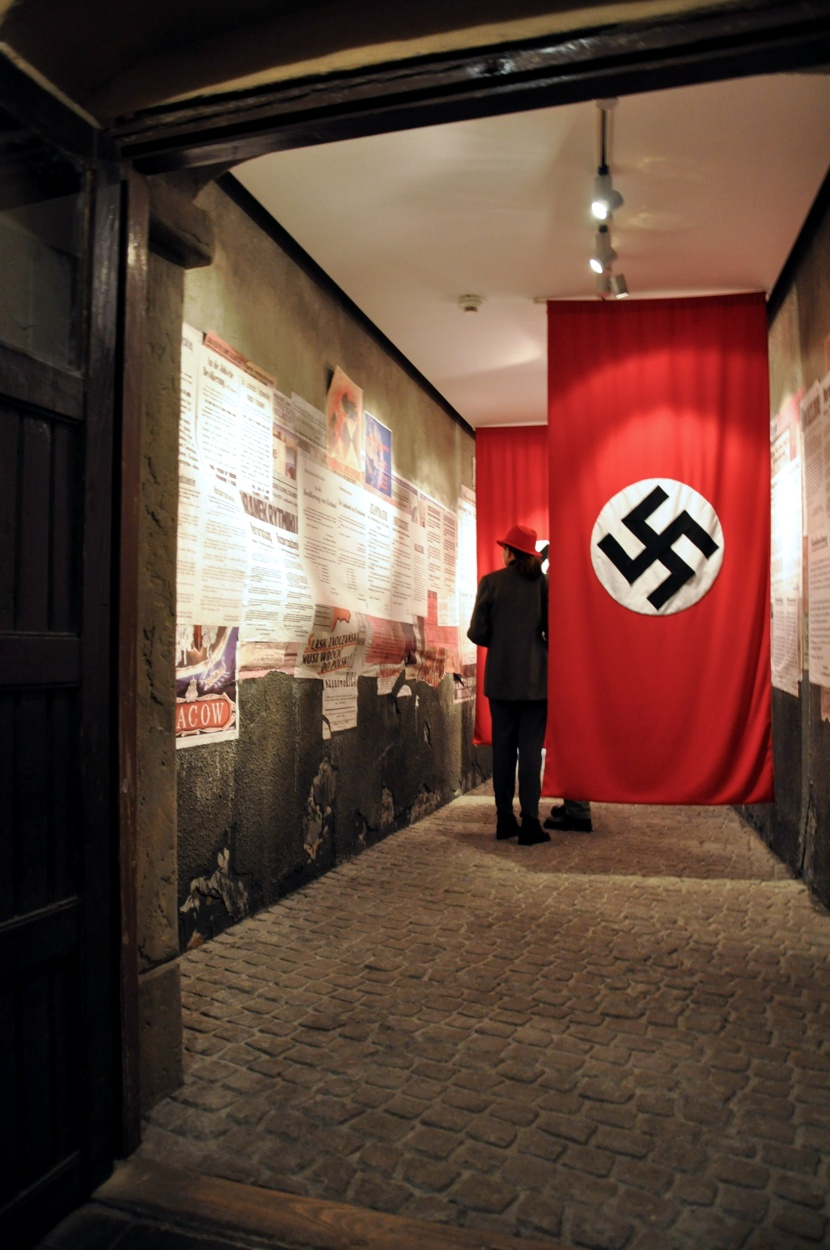
Fragment stałej ekspozycji
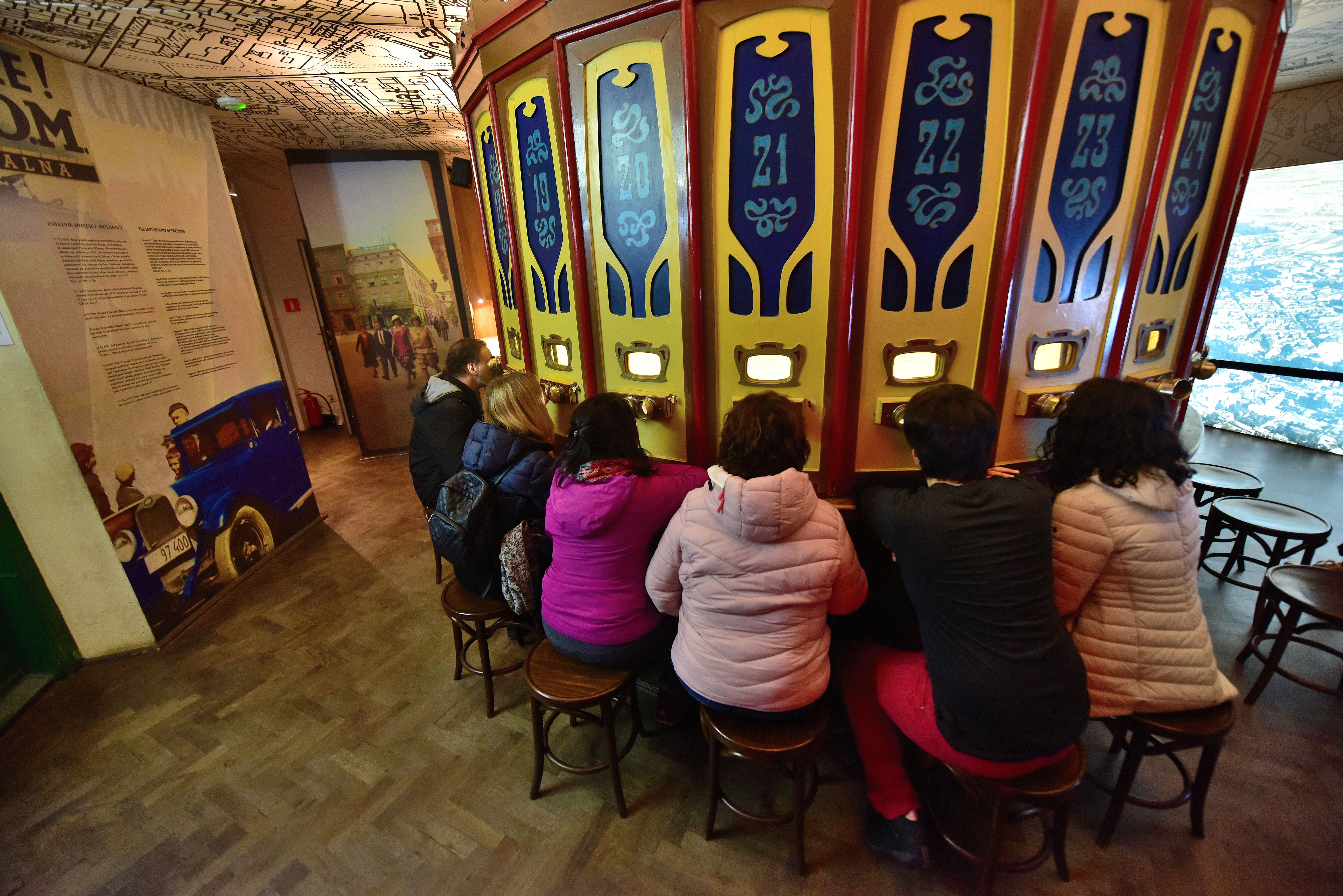
Fotoplastikon
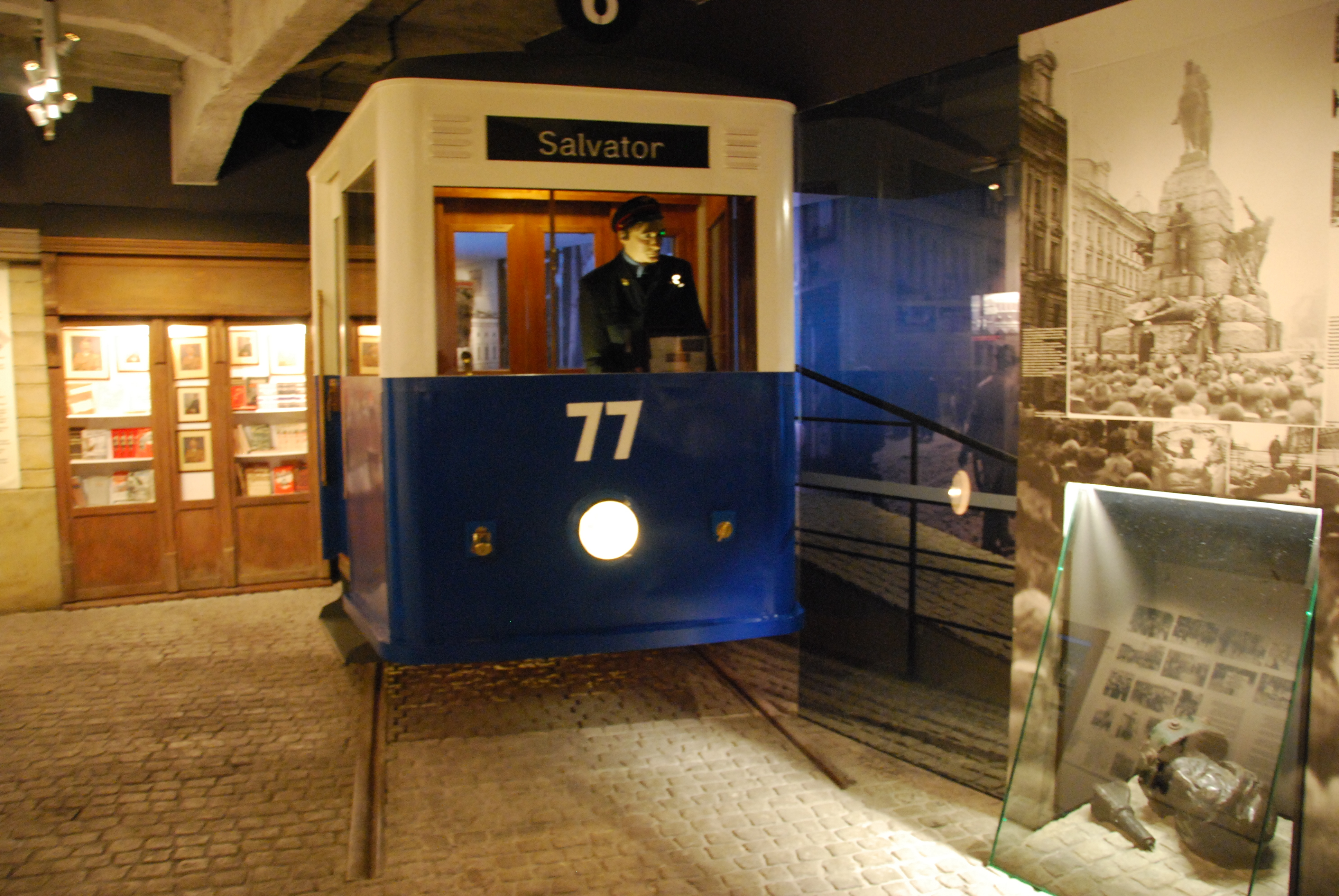
Rekonstrukcja przedwojennego tramwaju
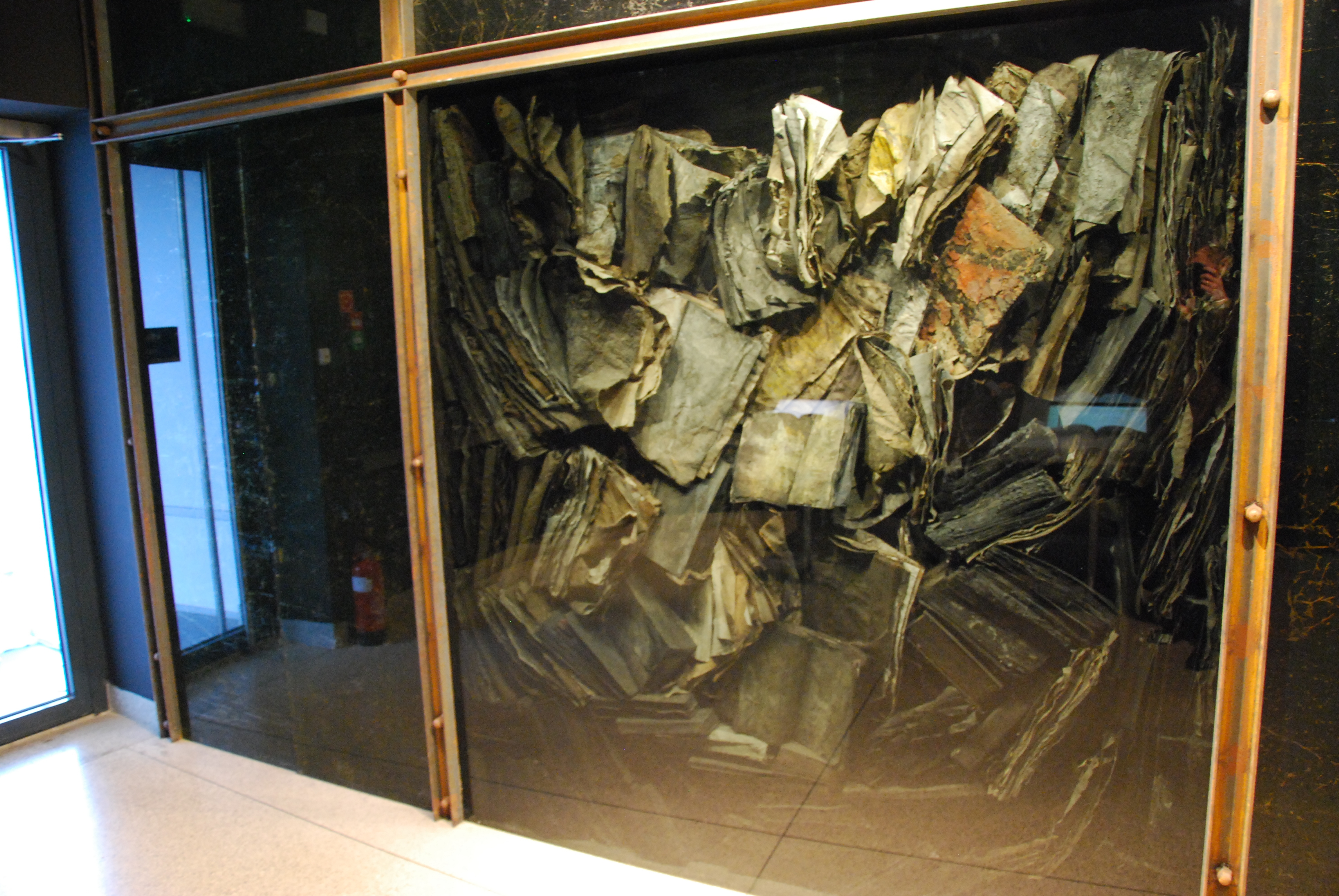
Spalone książki – symbol zgładzonego getta
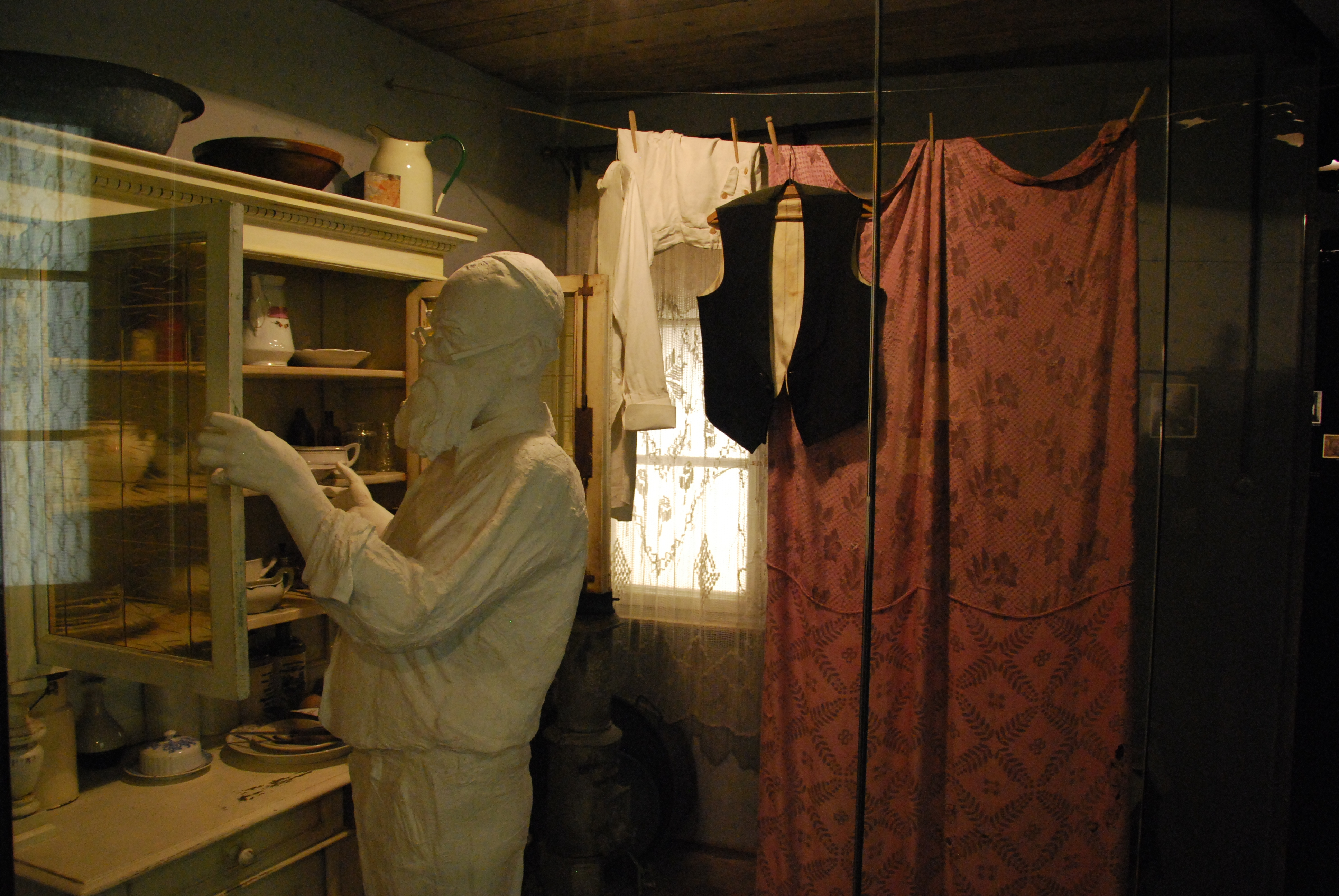
Rekonstrukcja mieszkania w getcie